# Saint-Seurin-sur-l'Isle

Saint-Seurin-sur-l'Isle este o comună în departamentul Gironde din sud-vestul Franței. În 2009 avea o populație de 2.948 de locuitori.

## Evoluția populației
| An        | 1975  | 1982  | 1990  | 1999  | 2006  | 2009  |
| --------- | ----- | ----- | ----- | ----- | ----- | ----- |
| Populație | 2.046 | 2.424 | 2.491 | 2.376 | 2.517 | 2.948 |